# Legit (serie televisiva 2013)
Legit è una serie televisiva statunitense ideata dal comico australiano Jim Jefferies e dal regista Peter O'Fallon. Viene trasmessa dal 17 gennaio 2013 sul canale televisivo FX. Jefferies, O'Fallon, Rick Cleveland e Lisa Blum sono i produttori esecutivi della serie.
Il 28 marzo 2013 la serie è stata rinnovata per una seconda stagione, che viene trasmessa sul canale FXX. Il 14 Maggio 2014 è stata annunciata la cancellazione della serie tv.

## Trama
La serie ruota intorno a Jim (Jim Jefferies), che interpreta se stesso, Steve (Dan Bakkedahl) e Billy Nugent (DJ Qualls), quest'ultimo affetto da distrofia muscolare. I tre convivono insieme dopo che Jim decide di aiutare Billy ad avere una vita diversa da quella della casa di cura in cui è ricoverato per la sua disabilità. Jim cerca di sfondare nel mondo dello spettacolo come comico e attore, Steve è alle prese con il suo divorzio e con la piccola figlia che vede molto di rado. Molte puntate sono una messa in atto degli sketch di Jim Jefferies o prendono spunto da quest'ultimi.

## Cast

### Principali
- Jim Jefferies è se stesso – Un comico Australiano
- Dan Bakkedahl è Steve Nugent – Miglior amico e convivente di Jim
- DJ Qualls è Billy Nugent – Fratello di Steve affetto da distrofia muscolare

### Ricorrenti
- George Lazenby è Jack Jefferies – Padre di Jim
- Mindy Sterling è Janice Nugent – Madre di Steve e Billy
- John Ratzenberger è Walter Nugent – Padre di Steve e Billy
- Sonya Eddy è Ramona – Badante di Billy
- Nick Daley è Rodney – Amico di Jim
- Ginger Gonzaga è Peggy – Ragazza di Jim
- Jill Latiano è Katie Knox - Primo amore di Jim
- Andrea Bendewald è Georgia, ex moglie di Steve

## Episodi
| Stagione         | Episodi | Prima TV USA | Prima TV Italia |
| ---------------- | ------- | ------------ | --------------- |
| Prima stagione   | 13      | 2013         | inedita         |
| Seconda stagione | 13      | 2014         | inedita         |

## Riconoscimenti
- 2015 - Young Artist Awards[4]
  - Miglior performance in una serie televisiva - Giovane attrice guest star di anni 10 o meno a Afra Sophia Tully